# Monte Giovarello
Il monte Giovarello una montagna dell'Appennino tosco-emiliano, l'ultima della cresta prima di entrare nel modenese. 

## Descrizione
La montagna è alta 1760 metri, e quindi dalla cima si può ammirare un paesaggio che comprende tra gli altri: la valle del Serchio, le Alpi Apuane, il Monte Giovo, il Monte Prado il gruppo del Cusna ed il Monte Cimone con il Libro Aperto fino ad arrivare alla media collina modenese e reggiana. Nei giorni più chiari si possono vedere anche le Alpi. La vegetazione prevalente è composta da faggi, abeti e mirtillaie sui fianchi della montagna mentre in prossimità della vetta abbiamo brughiera e roccia.
Ai piedi del monte si trovano il passo del Giovarello e il passo delle Forbici. 